# Шувалов, Александр Владимирович
Александр Владимирович Шувалов (род. 29 апреля 1945, Ашхабад) — советский и российский врач психиатр-нарколог, патограф, кандидат медицинских наук.

## Биография
Работал психиатром, заведующим отделением и главным врачом в психиатрических больницах Рязани, Москвы и Подмосковья. Область научных интересов: механизм патогенеза алкоголизма, генетические маркеры алкоголизма, история алкоголизма и проблемы психопатологии творческого процесса. Автор 400 научных и научно-популярных статей.
Одним из первых в стране подготовил телепередачу о взаимосвязи психопатологии и политической деятельности, которая вышла в эфир по Российскому телевидению (канал «Россия») в январе 1993 года, вызвав в последующем ряд передач на эту тему.
Член Российского общества медиков-литераторов, опубликовал в различных сборниках и на интернетовских сайтах более 130 рассказов.